# Nhà ga Kraków Główny
Bản mẫu:Infobox PKP station Nhà ga Kraków Główny (thường được gọi là Dworzec Główny, tiếng Ba Lan cho ga chính) là ga đường sắt lớn nhất và nằm ở trung tâm thành phố Kraków, Ba Lan.
Nhà ga nằm trong một tòa nhà cũ, được xây dựng từ năm 1844 đến 1847 (kiến trúc sư: P.Rosenbaum), nằm song song với đường ray. Thiết kế đã được tính toán để cho phép mở rộng đường ray trong tương lai. Nhà ga ban đầu là một bến tàu của Kraków  – Đường sắt Upper Silesia (Kolej Krakowsko-Górnośląska, tiếng Đức: Obeschlesische-Krakauer Eisenbahn). Xe lửa đi vào nhà xe lửa qua một cổng vòm bằng gạch ở cuối phía bắc của nhà ga, cái mà có kích thước gần gấp đôi vào năm 1871. Năm 2014, một tòa nhà mới đã được khai trương. Tòa nhà cũ không còn được sử dụng nữa,

## Lịch sử
Nhà ga mở cửa vào ngày 13 tháng 10 năm 1847, với chuyến tàu đầu tiên đến Mysłowice (điểm mà Đế chế Áo, Đức và Nga tiếp giáp trong phân chia Ba Lan).
Tuyến đường sắt được mở rộng về phía đông vào năm 1856, khi chặng đầu tiên đến Dębica (lúc đó là Dembitz thuộc Đế chế Habsburg) được xây dựng bởi Đường sắt Galdu của Archduke Charles Louis nối Kraków với Lwów ở Galicja. Lượng hành khách ngày càng tăng dẫn đến việc hiện đại hóa và mở rộng nhà ga trong một số giai đoạn từ 1869 đến 1894. Sự mở rộng đáng kể tiếp theo diễn ra vào những năm 1930 trong thời kỳ Đệ nhị Cộng hòa Ba Lan. Vào thời điểm đó, bức tường gạch phía bắc và nhà ga bị phá hủy, sau này được thay thế bằng những mái nhà riêng lẻ.

## Mở rộng và hồi sinh
Một trung tâm mua sắm đô thị mới, Galeria Krakowska (Phòng trưng bày Kraków), đã khai trương vào tháng 9 năm 2006 với bãi đậu xe liền kề cho 1.400 xe hơi. Việc xây dựng Galeria Krakowska và tu sửa khu vực phía trước tòa nhà ga chính dẫn đến việc xe taxi không thể đến ga hoặc đón khách trực tiếp từ cổng chính. Tuy nhiên, bãi đậu xe trên cao miễn phí và đón khách ngay phía trên đường ray giờ gần với các thềm sân ga hơn, có cả thang máy thuận tiện.
Nhà ga được đầu tư cải tạo với kinh phí lớn để cải thiện trải nghiệm của hành khách.
Một nút giao thông mới đã được phát triển, bao gồm một trạm xe buýt ở phía đông, và một tuyến xe điện tốc hành dưới nhà ga được mở vào tháng 12 năm 2008 
Một phòng vé dưới lòng đất mới được khai trương vào tháng 2 năm 2014, với phòng chờ, trung tâm du lịch và các tiện nghi khác. Nó nằm ở phía bắc của đường hầm thềm sân ga trước đó và được kết nối với các thềm sân ga khác bằng thang cuốn. Nó cũng có hai lối ra / lối vào trực tiếp mới cho khu phức hợp nhà ga, một từ cấp thấp hơn của Galeria Krakowska và một từ Trạm xe buýt khu vực nằm ở phía đông của nhà ga. Thềm sân ga hiện tại cũng sẽ được tân trang lại. Là một phần của khoản đầu tư lớn này, tất cả các thềm sân ga đã được xây mới và đường ray đã được thay thế.
Công suất của nhà ga xe lửa chính là 5.000 hành khách mỗi giờ và lên tới 100.000 mỗi ngày (tức là 24 giờ). Vào một ngày trung bình, có khoảng 660 chuyến tàu chạy trên 12 đường ray.
Có 28 cửa sổ bán vé. Ngay cả khi không phải tất cả đều mở cửa mọi ngày, ban quản lý đều cố gắng dự đoán giờ cao điểm và mùa cao điểm nên việc xếp hàng dài là rất hiếm. Thêm vào đó là máy bán vé tự động.

Có bốn khu gửi đồ trang bị tủ khóa hoạt động bằng tiền xu nằm trong bốn hộc của dãy cửa sổ bán vé cũng như "phòng hành lý" có người bảo vệ, mở cửa hàng ngày từ 7 giờ sáng đến 10 giờ tối.

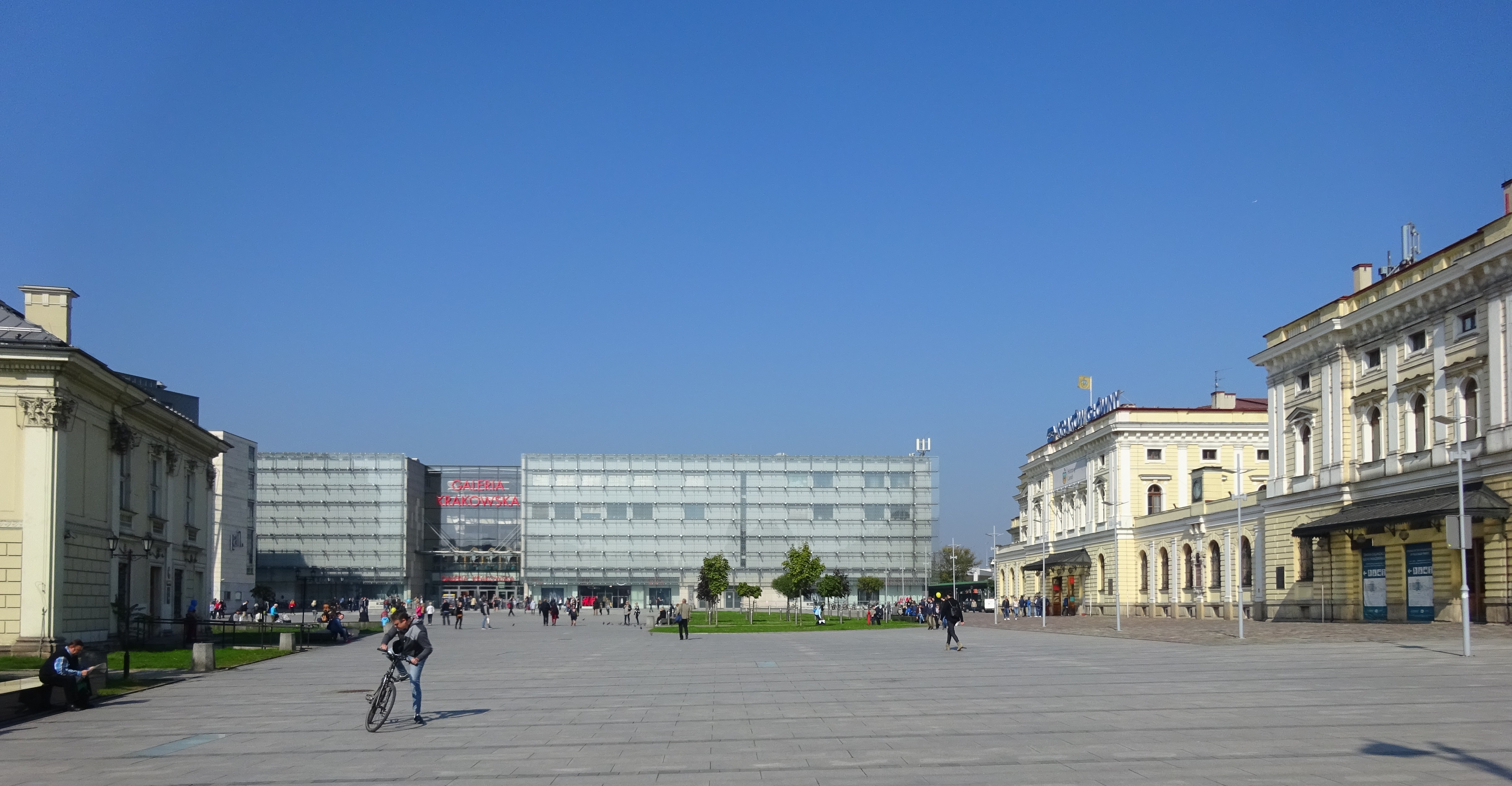
Lối vào chính
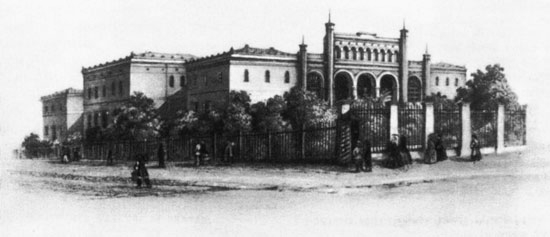
Nhà ga vào những năm 1850
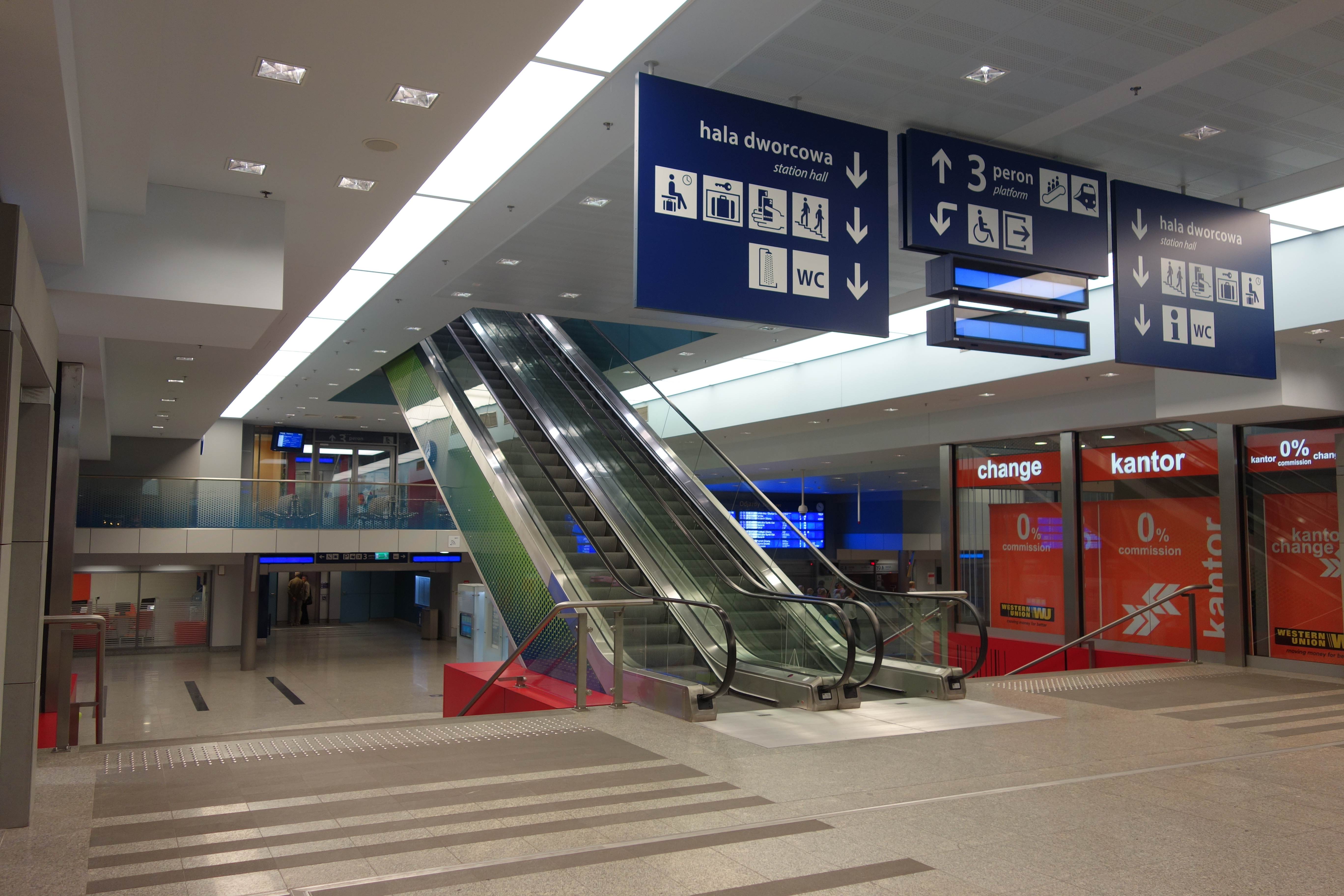
Bên trong nhà ga chính
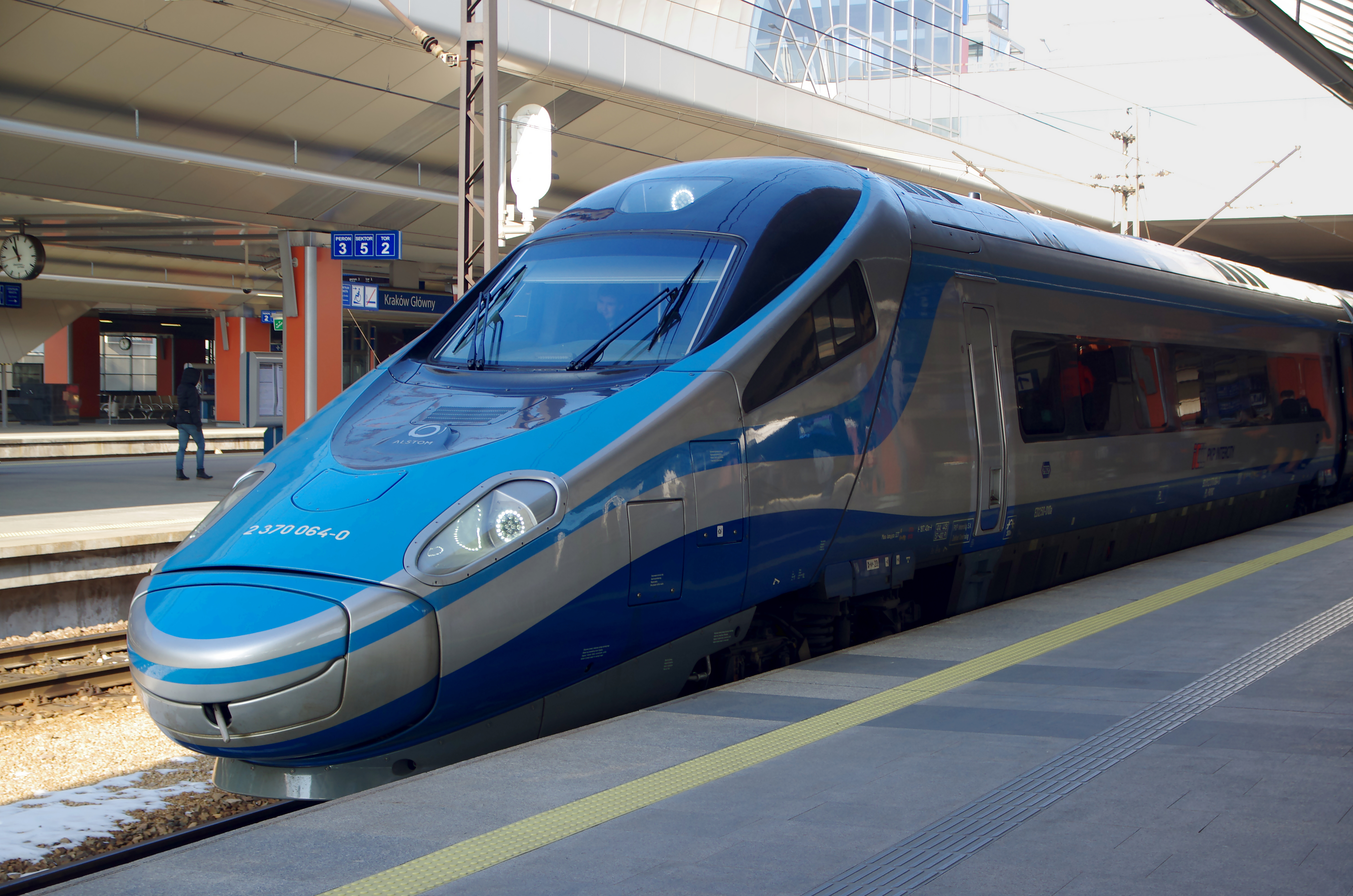
Pendolino PKP Intercity Krakow
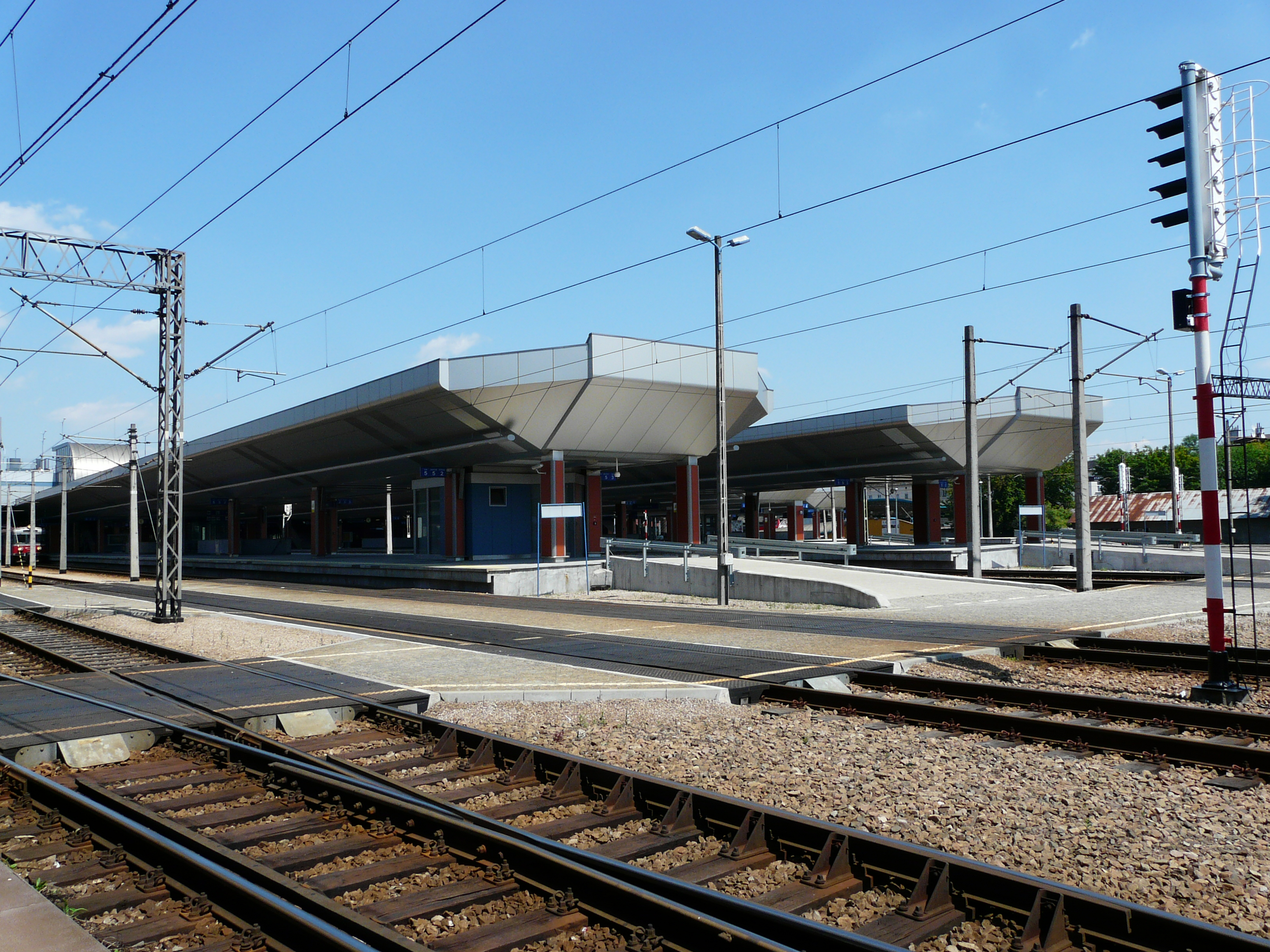
Thềm sân ga đi đảo Station
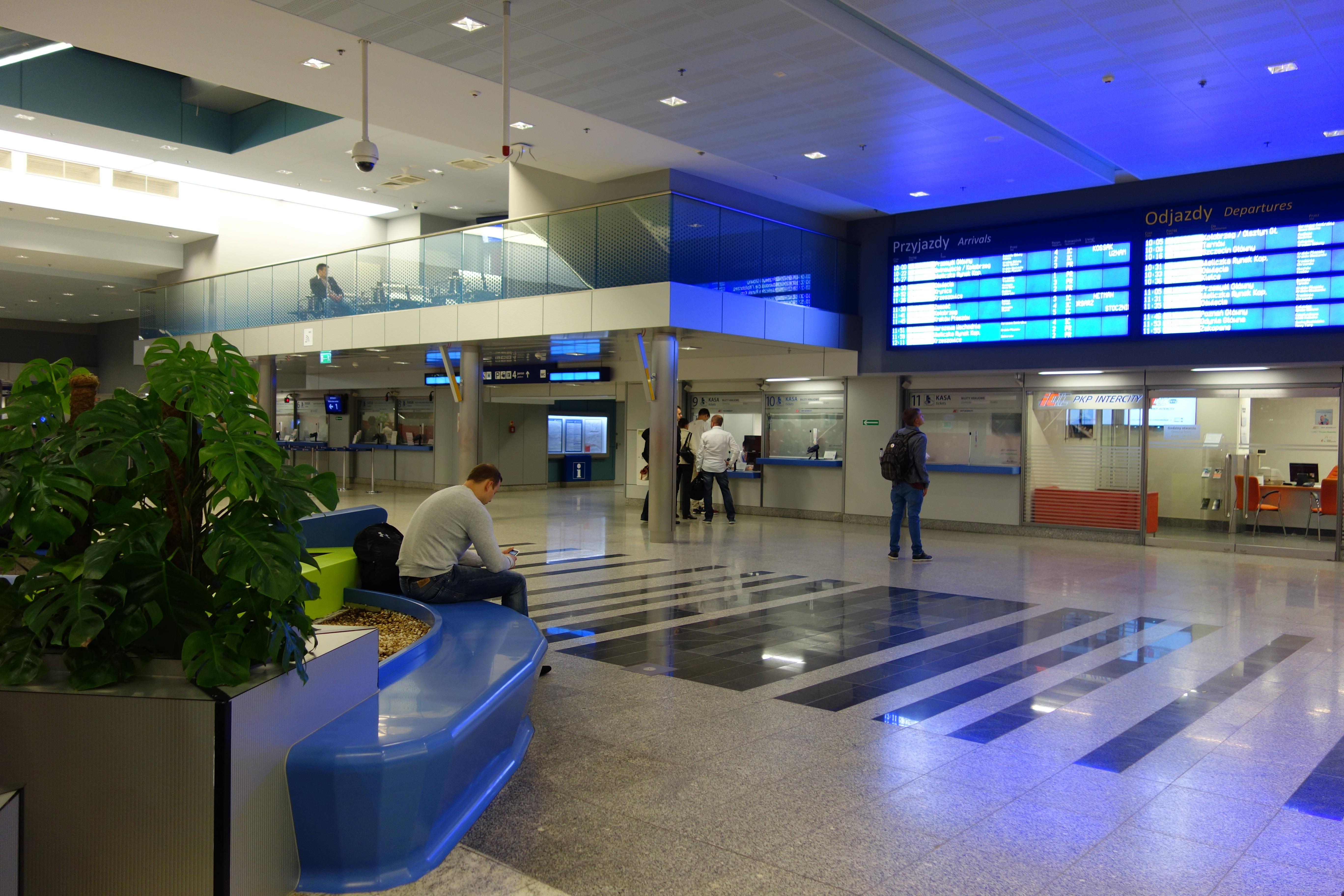
Ga đi nội địa
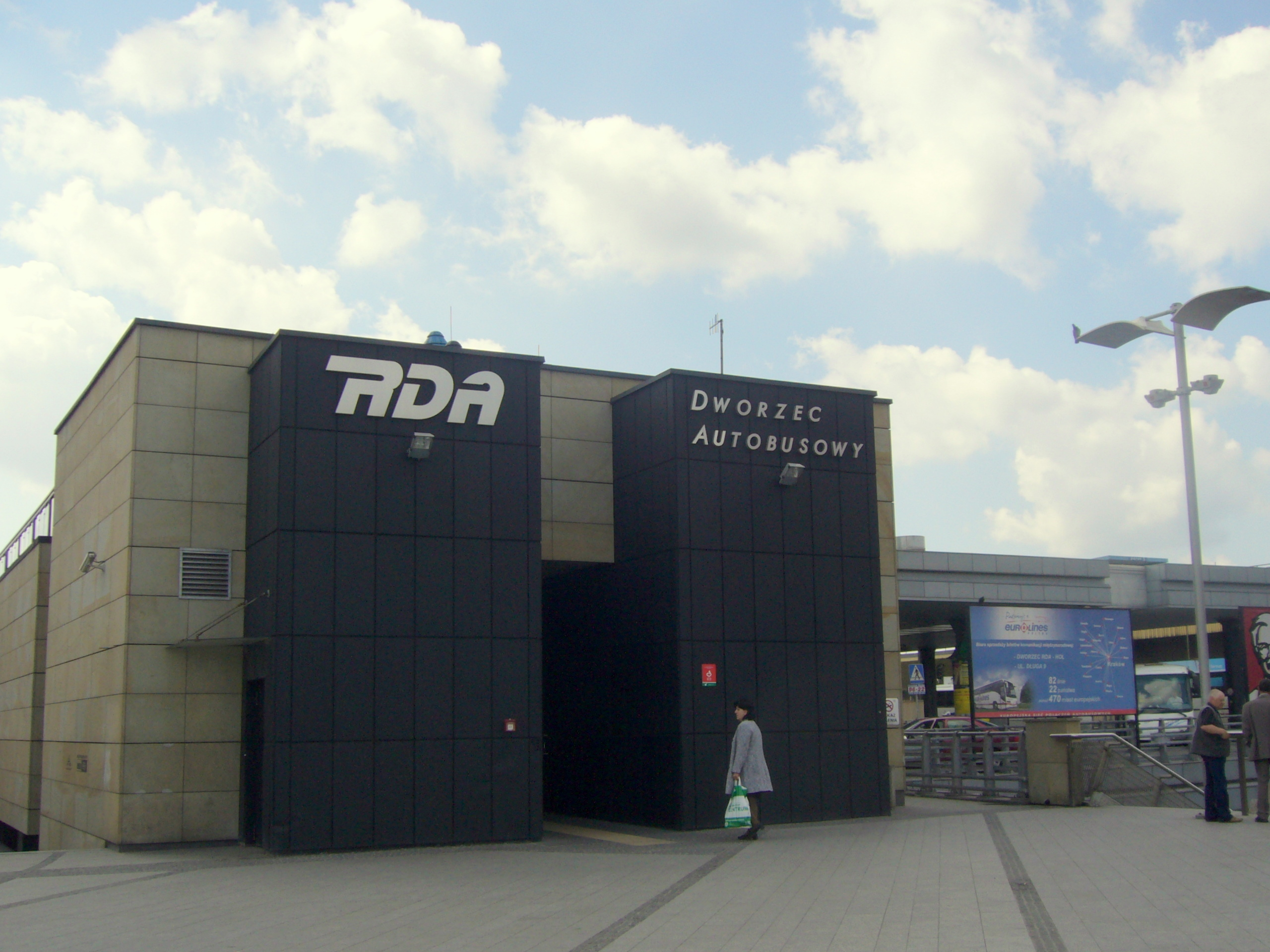
Trạm xe buýt